# Корейці в Китаї
Корейці є одним з 56 офіційно визнаних народів Китаю. Чисельність корейців-громадян КНР — 1 923 842 (2000, перепис). Ще близько 500 000 осіб мають частково корейське походження або ж є іноземними громадянами. Традиційний регіон компактного проживання корейців в КНР — Яньбянь-Корейська автономна префектура на північному сході країни, що межує з територією Приморського краю РФ. За переписом 2000 в окрузі проживало 854 000 корейців, що складало 34 % всіх корейців КНР.

## Історія
| Національний склад Яньбянь, 2000 | Національний склад Яньбянь, 2000 | Національний склад Яньбянь, 2000 | Національний склад Яньбянь, 2000 | Національний склад Яньбянь, 2000 |
| -------------------------------- | -------------------------------- | -------------------------------- | -------------------------------- | -------------------------------- |
|                                  |                                  |                                  |                                  |                                  |
| ханці                            | ханці                            |                                  | 60.3%                            | 60.3%                            |
| корейці                          | корейці                          |                                  | 36.3%                            | 36.3%                            |
| маньчжури                        | маньчжури                        |                                  | 2.0%                             | 2.0%                             |
| інші (монголи, дунгани)          | інші (монголи, дунгани)          |                                  | 1.4%                             | 1.4%                             |

Значна частина місцевих корейців — нащадки біженців та переселенців з Кореї епохи японського колоніального правління 1910—1945 (включаючи переселенців в Маньчжоу-го).
У 1949 в КНР знаходилося не менше 1,5 млн корейців. Близько 60 % з них (переважно це були корейці 2-3 покоління), вирішили прийняти громадянство КНР після закінчення Корейської війни. У 1952 корейці північного сходу країни отримали свою автономію. У місцях компактного проживання корейців з'явилися корейські школи, газети, журнали, радіо та телепередачі. Проте з часом, частка корейців в автономії скоротилася з 60,2 % в 1953 до 36,3 % в 2000 внаслідок їх часткової асиміляції китайцями та інтенсивної китайської імміграції в край в 1960-х і 1970-х. У 2000 в краї проживали 854 000 етнічних корейців, близько третини від усіх осіб корейського походження в КНР.
До складу корейців Китаю не включені біженці з Північної Кореї (при виявленні їх депортують).